# Sonnenglanz (Elsass)

Karte des Weinbaugebiets Elsass und Grand-Cru-Einzellagen. Diese sind als rote Punkte eingezeichnet.

Der Sonnenglanz ist eine Weinlage im Elsass. Seit dem 23. November 1983 ist die Lage Sonnenglanz Teil der Appellation Alsace Grand Cru und gehört damit zu den 51 potentiell besten Lagen des Elsass. Insgesamt wurden 32,8 Hektar Rebfläche in der Gemeinde Beblenheim zugelassen. Die Elsässer Weinstraße führt von Riquewihr kommend rechts am Sonnenglanz entlang. Kurz vorher berührt die Route die Lagen Froehn, Schoenenbourg und Sporen. In Richtung Kaysersberg liegen die Weinlagen Mandelberg, Marckrain und Mambourg.

## Lage
Die Lage befindet sich auf dem Gebiet der Gemeinde Beblenheim, nur ca. 9 km nordwestlich von Colmar entfernt. Das Gebiet befindet sich in einer Hügelzone, die den Vogesen vorgelagert ist. Der Sonnenglanz liegt in südöstlicher Exposition auf einer Höhe von 222 bis 272 m ü. NN. Durch die Hanglage wird die Gefahr von Frostschäden nach dem Austrieb der Reben im Frühjahr minimiert, weil in den Nächten entstehende Kaltluft nicht über den Weinbergen liegen bleibt, sondern zur Ebene hin abgleiten kann. Die Vogesen im Westen bewahren das in seinem Lee gelegene Weinbaugebiet bei Südwest- oder Westwetterlagen vor zu viel Niederschlag. Daraus resultiert eine für die nördliche Lage überdurchschnittlich lange Sonnenscheindauer.
Die Lage befindet sich in der direkten Übergangszone zur Oberrheinischen Tiefebene. Der schwere Boden besteht aus Kalk und Mergel aus dem Oligozän.

## Rebsorten
Die Lage und die Bodenqualität begünstigen den Anbau von Gewürztraminer und Pinot Gris sowie in sehr geringem Umfang von Riesling. Prinzipiell dürfen auch die Rebsorten Muscat d’Alsace (also Muskat Ottonel und Muscat blanc à petits grains) angepflanzt werden.

## Geschichte
Seit dem Mittelalter ist der Weinbau auf dem Gebiet von Beblenheim bekannt. Die Benediktinerabtei Marmoutier und die Zisterzienserabtei Pairis in den Vogesen besaßen hier Rebflächen.